# Cycas beddomei
Cycas beddomei é uma espécie de cicadófita do género Cycas da família Cycadaceae, nativa e endémica de Andhra Pradesh, na Índia. Segundo dados de 2010, a população tende a descrescer.